# Вотерфорд Тауншип (округ Ері, Пенсільванія)
Вотерфорд Тауншип (англ. Waterford Township) — селище (англ. township) в США, в окрузі Ері штату Пенсільванія. Населення — 3915 осіб (2020).

## Демографія
Згідно з переписом 2010 року, у селищі мешкало 3920 осіб у 1452 домогосподарствах у складі 1112 родин. Було 1557 помешкань
Расовий склад населення:
| - 98,1 % — білих - 0,6 % — чорних або афроамериканців - 0,2 % — азіатів - 0,1 % — корінних американців |

До двох чи більше рас належало 0,9 %. Частка іспаномовних становила 0,6 % від усіх жителів.
За віковим діапазоном населення розподілялося таким чином: 24,3 % — особи молодші 18 років, 63,0 % — особи у віці 18—64 років, 12,7 % — особи у віці 65 років та старші. Медіана віку мешканця становила 41,3 року. На 100 осіб жіночої статі у селищі припадало 100,1 чоловіків;  на 100 жінок у віці від 18 років та старших — 99,5 чоловіків також старших 18 років.
Середній дохід на одне домашнє господарство  становив 58 295 доларів США (медіана — 54 673), а середній дохід на одну сім'ю — 63 600 доларів (медіана — 60 714). За межею бідності перебувало 17,1 % осіб, у тому числі 31,8 % дітей у віці до 18 років та 7,2 % осіб у віці 65 років та старших.
Цивільне працевлаштоване населення становило 1987 осіб. Основні галузі зайнятості: виробництво — 24,2 %, освіта, охорона здоров'я та соціальна допомога — 18,3 %, роздрібна торгівля — 18,1 %.